# Tunisien
Tunisien, formellt republiken Tunisien (Tamazight: ⵜⴰⴳⴷⵓⴷⴰ ⵏ ⵜⵓⵏⵙ). (Arabiska: الجمهورية التونسية, al-Jumhuriyya al-Tunisiyya
) är en stat i Nordafrika, vid Medelhavets sydkust. Landet gränsar till Algeriet i väster och Libyen i sydost. 
Tunisien är medlem i Afrikanska unionen, Arabförbundet, Maghrebunionen, La Francophonie och De alliansfria staternas organisation.

## Historia
I början av den skrivna historien utgjordes Tunisiens befolkning av olika berberstammar. Runt 1000 f.Kr. anlände och bosatte sig fenicier på Tunisiens kust. Staden Karthago grundades under det åttonde århundradet f. Kr. av bosättare från Tyros i dagens Libanon, och blev en stormakt omkring 500 f Kr. Enligt legenden, återberättad i det romerska nationaleposet Aeneiden, grundades staden av drottning Dido. Bosättarna i Karthago förde med sig sin kultur och religion från fenicierna och kanaanéerna. Omkring 146 f Kr ödelades Karthago av romarna.
Landet erövrades av vandalerna på 400-talet e Kr, och dessa efterträddes på 600-talet e Kr av araber. 1574 kom turkarna och inlemmade Tunisien i det osmanska riket.
1881 koloniserade Frankrike Tunisien, som under åren 1942-1943 blev arenan för en av de allierade styrkornas (britterna och amerikanerna) första större operationer mot de nazistledda axelmakterna under Andra världskriget. Huvuddelen av den brittiska armén drog in i Tunisien söderifrån. USA och andra allierade invaderade landet från väst. Invasionen resulterade, efter hårda strider, i en av de allierades största segrar under kriget.
20 mars 1956 blev Tunisien självständigt som kungadöme. Året därpå avskaffades monarkin, och Habib Bourguiba, som tillhörde partiet Neo-Destour blev det självständiga Tunisiens förste president som drev ett auktoritärt styre, som bl a innebar att gamla jordbruk som drivits av fransmän exproprierades. 1975 gjorde sig Bourgiba till president på livstid men han avsattes 1987. Han efterträddes av Zine El Abidine Ben Ali, som tillhörde Parti socialiste destourien (PSD), som Neo-Destour ombildades till 1964, och som utan konkurrens var det statsbärande partiet. Jämfört med andra arabländer förde Tunisien en USA-vänlig och liberal politik.
Under Jasminrevolutionen 2011 tvingades diktatorn Zine El Abidine Ben Ali bort från makten efter 23 år. Tunisien utvecklades därefter till en relativt välfungerande demokrati, och var enligt The Economists demokratiindex arabvärldens enda demokrati under åren 2014 - 2020. Under senare år har president Kaïs Saïed tidvis upphävt parlamentet, och många oppositionella har fängslats.

## Geografi

### Topografi

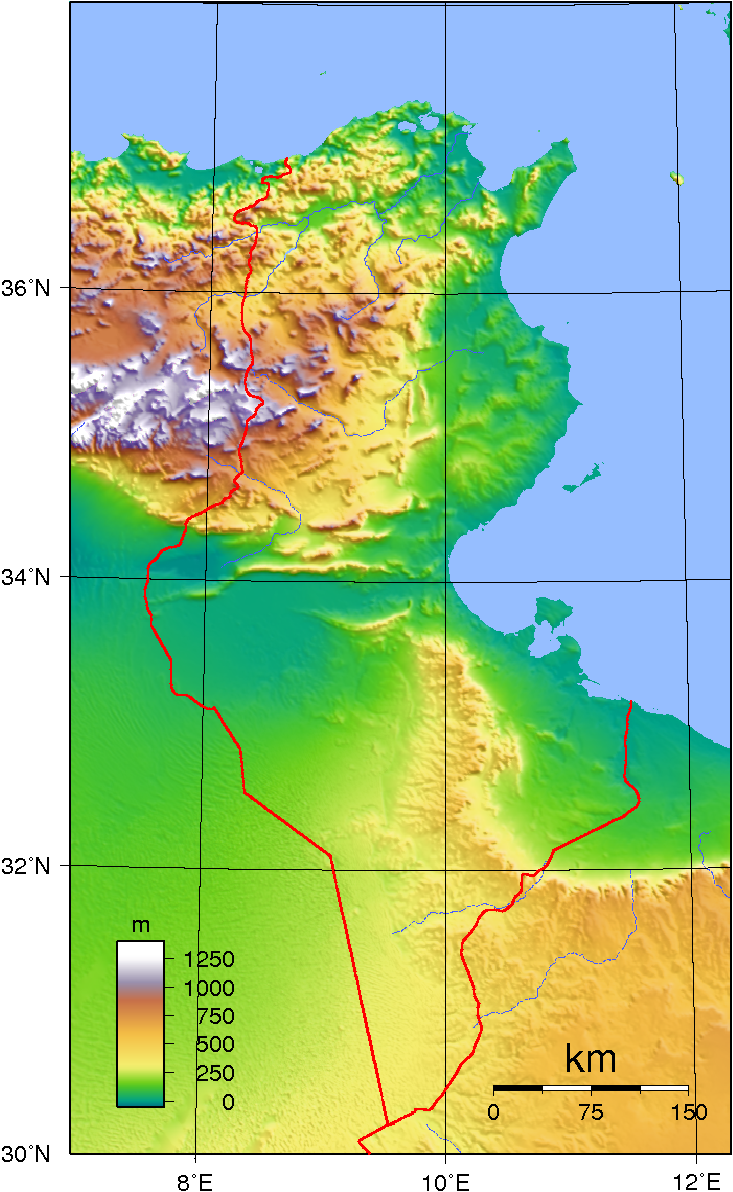
Topografisk karta över Tunisien

Tunisien är Afrikas nordligaste land, beläget vid Medelhavet. Trots att landet inte är stort till ytan uppvisar det många olika naturtyper. I nordvästra delen av landet ligger Atlasbergens östra del, med utlöpare norr och söder om floden Medjerda. Här råder medelhavsklimat med relativt regniga vintrar (Detta område är regnrikast i Nordafrika). 
Bergen är delvis skogbevuxna, och i de bördiga dalarna mellan dem samt längs kusten odlas bland annat oliver, vete, vindruvor och apelsiner. I norr finns även våtmarker som ingår i Unescos världsarvslista, men de är hotade av miljöförstöring. 
Tunisiens mellersta del består mest av stäpp och låga bergsplatåer, och här finns stora saltsjöar som Chott el Djerid. I södra delen av landet tar öknen över, och från Algeriet löper den sahariska sandöknen Grand Erg Oriental in. Afrikas nordligaste geografiska punkter, Ras ben Sakka och Îles des Chiens, ligger i guvernementet Bizerte och utgör några av världens yttersta platser.
Tunisiens högsta punkt är Jebel ech Chambi, 1544 meter över havet. 

### Hydrografi
De två största sjöarna, Chott el Djerid (16 m över havet) och Chott el Gharsa (23 m under havet, Tunisiens lägsta punkt) är bägge saltsjöar, och har vatten bara under regnperioden. Den enda flod som inte tidvis torkar ut är Medjerda. Landets största ö är Djerba (514 km2) med 130 000 invånare, varav de flesta bor i huvudorten Houmt Souk. På ön finns en flygplats.

### Klimat
I södra delen av Tunisien är det mycket torrt, och landskapet består av sandöknar och saltöknar; de centrala delarna är stäpp, och i norr är det medelhavsklimat med milda, regniga vintrar (oktober — maj) och heta, torra somrar.

### Naturskydd och miljöproblem

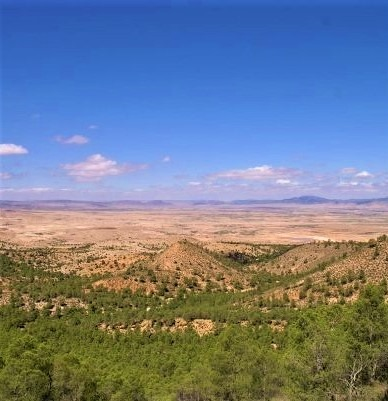
Nationalpark i norra Tunisien

Några av Tunisiens miljöproblem är att hanteringen av giftigt och farligt avfall är undermålig, vattnet förorenas av avlopp, det är brist på färskvatten och öknen breder ut sig som en följd av jorderosion.

## Styre och politik

### Administrativ indelning
Tunisien är indelat i 24 administrativa områden som kallas guvernement (franska Gouvernorat, arabiska. Wilaya) (franska namn, med de arabiska inom parentes). Områdena har givits samma namn som områdets huvudort.
| - Ariana (al-Aryānah) - Béja (Bājah) - Ben Arous (Bin 'Arūs) - Bizerte (Banzart) - Gabès (Qābis) - Gafsa (Qafsah) | - Jendouba (Jundūbah) - Kairouan (al-Qayrawān) - Kassérine (al-Qasrayn) - Kebili (Qibilī) - Le Kef (al-Kāf) - Mahdia (al-Mahdīyah) | - Manouba (Manubah) - Médenine (Madanīyīn) - Monastir (al-Munastīr) - Nabeul (Nābul) - Sfax (Safāqis) - Sidi Bou Zid (Sīdī Bū Zayd) | - Siliana (Silyānah) - Sousse (Sūsah) - Tataouine (Taţāwīn) - Tozeur (Tawzar) - Tunis (Tūnis) - Zaghouan (Zaghwān). |

### Politik

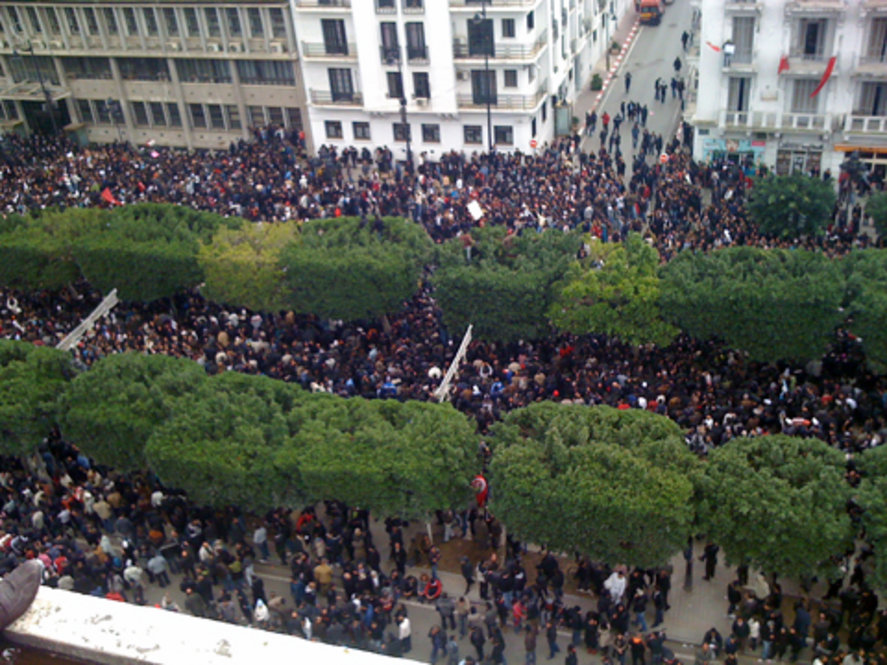
Demonstrationer i Tunis 14 januari 2011

Sedan jasminrevolutionen tvingat bort Zine El Abidine Ben Ali från makten och öppnat för en demokratisering av landet, valdes söndagen den 23 oktober 2011 ett konstitutionsråd bestående av 217 personer med uppdraget att ta fram en ny grundlag och utse övergångsregering. 80 olika politiska partier hade nominerat kandidater till rådet. Flest röster av dessa fick det moderata islamistpartiet Ennahda (al-Nahda), ett parti med nära band till den islamistiska folkrörelsen Muslimska brödraskapet. Ennahda bildade regering med två sekulära partier, och Moncef Marzouki, tidigare landsflyktig oppositionspolitiker och ledare för det vänsternationalistiska partiet CPR, utsågs till interimspresident. 
Övergången till demokrati har dock varit besvärlig, och när vänsterpolitikerna Chokri Belaid och Muhammad Brahmi mördades 2013 ökade spänningarna. Båda dåden följdes av spontana strejker och krav på den islamistledda regeringens avgång. I slutet av 2013 lämnade Ennahda över makten till en teknokratregering som skulle föra landet till nya val under 2014. I januari 2014 röstades Tunisiens nya grundlag igenom, och i slutet av året hölls både parlaments- och presidentval, som båda blev en framgång för den sekuläre politikern Beji Caid Essebsi, vars parti Nidaa Tounes (”Uppmaning till Tunisien”) blev största parti. Essebsi själv valdes till president med 56 procent av rösterna. I februari 2015 presenterade premiärminister Habib Essid en koalitionsregering. 
De ekonomiska problemen är omfattande, och även säkerhetsläget är svårt. I grannlandet Libyen pågår strider, och den 18 mars 2015 dödades minst 24 personer, de flesta turister, när två män öppnade eld utanför Bardomuseet i Tunis. Den 27 juni samma år sköt Seifeddine Rezgui ihjäl 38 personer på en badstrand i Sousse. Som en följd av de båda terrordåden och vissa regeringars avrådan från resor till Tunisien har turistindustrin drabbats hårt. Ändå är Tunisien det arabland som bäst har lyckats förvalta den arabiska våren, och som ett tecken på det tilldelades Tunisiens nationella dialogkvartett Nobels fredspris 2015.
I oktober 2019 segrade konservativa professorn i juridik, Kaïs Saïed,  i det andra fria presidentvalet i landets historia och han blev ny president i Tunisien.

### Försvar
Tunisien har ett samarbete med Nato genom Mediterranean Dialogue, MD, sedan år 1995. Detta är ett forum för att skapa goda relationer i regionen och skapa en stabil säkerhetssituation. Förutom Natomedlemmarna deltar även Israel, Mauretanien, Egypten, Marocko samt Jordanien och Algeriet i samtalen. Tunisien har även den amerikanska statusen Major non-Nato ally, vilket bland annat ger Tunisien möjlighet att köpa amerikanskt försvarsmateriel samt samarbeta med USA i säkerhetsrelaterade frågor.

## Ekonomi och infrastruktur
Tunisiens ekonomi är mångfacetterad, där de viktigaste områdena är jordbruk, gruvdrift, energi, turism och tillverkningsindustri. Regeringen har tidigare haft stor kontroll över ekonomin, men under de senaste årtiondena har privatiseringarna ökat och skattereglerna förenklats. Tunisien har sedan länge underskott i utrikeshandeln. Sedan 2008 finns ett frihandelsavtal med EU, som bara omfattar industriprodukter. Förhandlingar förs om att liberalisera handeln med tjänster och jordbruksprodukter. Arbetslösheten var 15,2 % under första kvartalet 2014, men den är ännu högre bland unga tunisier, även högutbildade.

### Näringsliv

#### Jord- och skogsbruk, fiske
Jordbrukssektorn stod för 8,6 % av BNP 2013, och sysselsatte 14,9 % av arbetskraften under första kvartalet 2014. De viktigaste produkterna är tomater, oliver (olivolja), vete, vattenmeloner, citrusfrukter, vindruvor, dadlar, potatis och korn. Fisket är omfattande. Exporten består främst av olivolja, men även oliver, dadlar och citrusfrukter exporteras. Samtidigt importeras spannmål, socker, mejeriprodukter och kött. 

#### Energi och råvaror
Den mesta elektriciteten produceras av fossila bränslen.
Petroleum, fosfat, järnmalm, bly och zink är viktiga naturtillgångar i Tunisien. 

#### Industri
Industrin stod för 29,5 % av BNP 2013, och sysselsatte 33,6 % av arbetskraften under första kvartalet 2014. Delar av industrin baseras på landets mineraltillgångar: olja, gas, fosfat, kalk, fluorit, järn, zink, bly och baryt. Därtill kommer livsmedelsindustrin, samt tillverkning av textilier, byggnadsmaterial, maskiner, kemikalier, papper och trä. Industrin är med andra ord diversifierad, och 2010 fanns 5837 industriföretag med minst tio anställda.

#### Tjänster och turism
Servicesektorn stod för 62,0 % av BNP 2013, och sysselsatte 51,5 %  av arbetskraften under första kvartalet 2014. Turismen är mycket viktig för landet, men har drabbats hårt av de båda terrorattentaten 2015. 

### Infrastruktur

#### Transporter
Det nationella järnvägsföretaget heter Société Nationale des Chemins de Fer Tunisiens (SNCFT). Tunnelbana, pendeltåg och bussar i Tunisområdet sköts av Société des transports de Tunis. 
Vägnätet är relativt väl utbyggt, och motorväg finns mellan de större städerna.
Tunisien har sju större hamnar: Tunis-La Goulette, Radès, Bizerta, Sousse, Sfax, Gabès och Zarzis. En särskild oljehamn finns i La Skhirra. Det finns färjeförbindelse till Frankrike och Italien.
Tunisiens internationella flygplatser är: 
- Tunis–Carthage International Airport
- Djerba-Zarzis International Airport (på ön Djerba)
- Tabarka–Ain Draham International Airport
- Monastir Habib Bourguiba International Airport
- Tozeur–Nefta International Airport
- Sfax–Thyna International Airport
- Enfidha – Hammamet International Airport

Tunisiens nationella flygbolag heter Tunisair.

#### Post, telefoni och Internet
År 2011 hade ungefär 20 procent av befolkningen tillgång till internet. Infrastrukturen uppgavs vara väl utbyggd och abonnemangskostnaden vara några av Nordafrikas lägsta. Tillgången till internet ökade och i början av 2022 hade 66,7 procent av befolkningen tillgång till internet.
Telekomoperatörer är bland andra Ooredoo, Orange Tunisie och Tunisie Télécom.

#### Utbildning och forskning

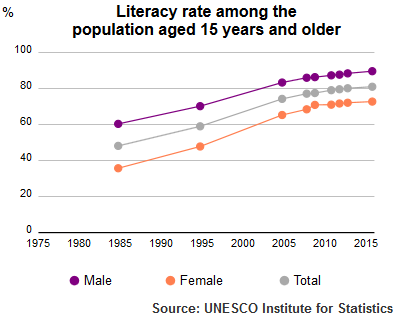
Unesco läskunnighet för Tunisiens befolkning över 15 års ålder 1985-2015

År 2003 var ungefär en fjärdedel av befolkningen äldre än 15 år analfabeter. År 2015 uppskattades att 74 procent av kvinnorna och 89 procent av männen var läskunniga. Läskunnigheten bland yngre är dock betydligt högre och än tre procent av dessa var analfabeter.
Nio års grundutbildning (6–16 år) är obligatorisk, och kan följas av fyra års gymnasiestudier. Efter första året på gymnasiet väljer eleverna inriktning: humaniora, matematik, naturvetenskap, teknik, IT, ekonomi eller sport. Skolsystemet lider av lärarbrist, och på en del håll har skollokalerna låg standard.
Det finns tretton offentliga universitet i Tunisien, däribland Tunis universitet, Tunis El Manar universitet, Sousse universitet, Sfax universitet och Karthago universitet. Därtill kommer ett tjugotal privata universitet och tekniska högskolor. En tredjedel av alla unga läser vidare på högskolenivå, och av dem är två tredjedelar kvinnor. Antalet universitetsstudenter 2012/2013 uppskattades till 315 513.

#### Större städer

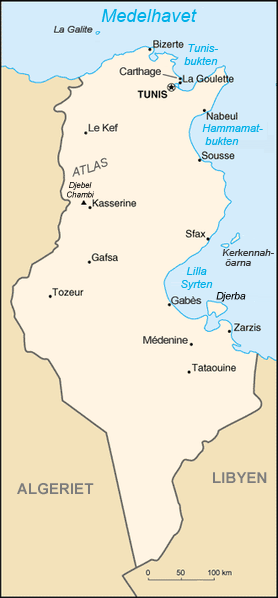
Tunisiens största städer

## Befolkning

### Demografi

#### Urbanisering
Befolkningen är koncentrerad till kustområdena, och de stora ökenområdena är, med undantag får några oaser, obebodda.[källa behövs]
De tio folkrikaste kommunerna är (i storleksordning, med folkmängd 1 januari 2013):
- Tunis (651 183)
- Sfax (297 169)
- Sousse (220 976)
- Ettadhamen Mnihla (145 075)
- Kairouan (135 567)
- Gabès (131 888)
- El Mourouj (131 824)
- Bizerte (125 871)
- Soukra (119 273)
- Ariana (116 369)

### Språk
Berberna har under 2010-talet försökt få sitt språk och sin kulturella särart mer erkända, och önskar att berbiska ska få användas som undervisningsspråk.

### Religion
Islam är sedan 1956 statsreligion och omkring 99 procent av befolkningen är sunnimuslimer. Författningen föreskriver att presidenten ska vara muslim. Det finns mindre grupper av shiiter, ibaditer, judar och kristna. Religiösa samlingslokaler som moskéer får inte användas för politiska syften.

## Kultur

### Massmedier

#### Radio och television
Det finns ett nationellt TV-bolag (Télévision Tunisienne 1) och ett antal privata, bland annat Hannibal-TV och Nessma TV.

### Konstarter
Tunisien har tagit intryck av de olika folkgrupper som tagit landet i besittning: fenicier, berber, araber, ottmaner och fransmän.

#### Musik och dans

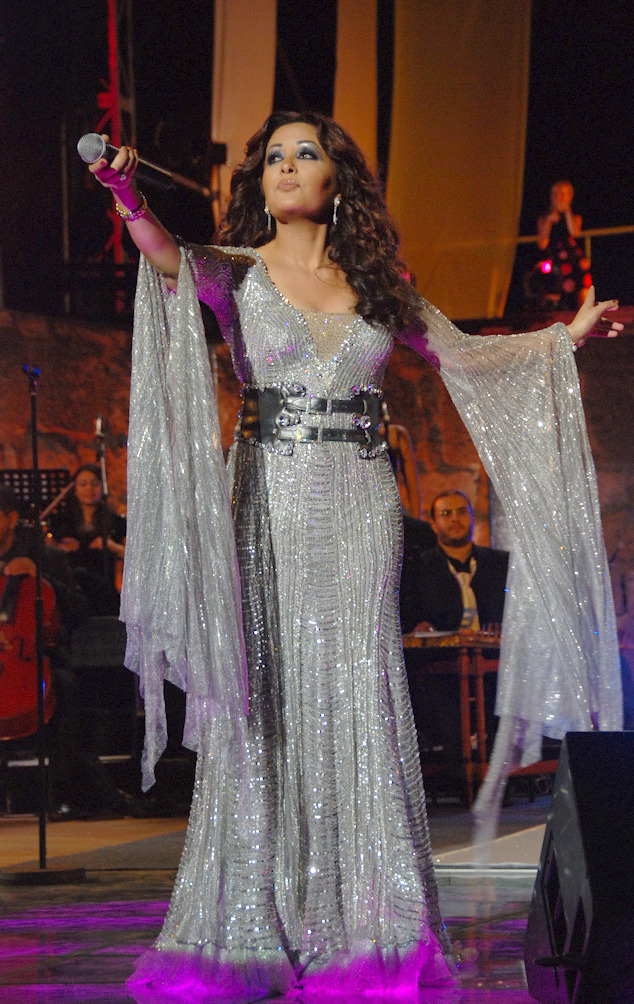
Latifa i Kartago 2008

Den traditionella tunisiska musiken kallas malouf (som betyder "normal"), och introducerades av flyktingar från Andalusien på 1400-talet. Traditionellt består ensemblen av rabab (tvåsträngad violin), oud, darbuka och en solist. Musikstilen blev mindre populär från slutet av 1800-talet, men har därefter medvetet stärkts, bland annat genom skapandet av institutet La Rachidia 1934, där många av landets främsta musiker studerat. Efter självständigheten blev malouf Tunisiens nationalmusik. 
Arabisk pop är stor i Tunisien, och bland de egna artisterna kan nämnas Latifa (Arfaoui), Saber Rebai och Sonia M'Barek. Kända rappare är bland andra Klay BBJ, Balti och El Général. El Général släppte i december 2010 låten Rais Lebled ("Statschef"), som har kallats Jasminrevolutionens anthem. Sångaren-låtskrivaren Emel Mathlouthis protestsång Kelmti horra nådde en liknande status. Tunisien har flera hårdrocksband, men bara Myrath (som spelar progressiv metal) tycks ha nått stor internationell framgång. Det finns även en växande scen för indiemusik, med Emel Mathlouthi, Yuma och Jawhar som viktiga företrädare. 
Tunisisk jazz är vanligen starkt influerad av den traditionella, oud-centrerade musiken, och gränsdragningen är inte alltid enkel. Dhafer Youssef, Fawzi Chekili och Anouar Brahem är viktiga namn, och den årliga internationella festivalen Jazz à Carthage är ett betydande forum. 

#### Bildkonst[25]
Hantverk sysselsätter mer än 120 000 människor, och utgör därmed en viktig del av den tunisiska ekonomin. 
- Mattor tillverkas främst i Kairouan och Bilad el-Djerid. De knutna mattorna är generellt sett enklare och billigare än persiska mattor, men det förekommer även mattor av mycket hög kvalitet (med uppemot 160 000 knutar per kvadratmeter). Det finns två typer av knutna mattor: alloucha med röda, gröna och blå färger, och zarbia med beige, brunt och vitt i paletten. Det tillverkas också vävda mattor (mergoum), och de har berbiskt ursprung.
- Keramik tillverkas främst i Guellala på Djerba och i Nabeul. I Nabeul tillverkas i första hand färggranna kakelplattor och andra fajansprodukter. I och omkring Sejnane i norr tillverkas berbisk keramik, delvis med urgamla metoder.
- Produkter av koppar och mässing tillverkas i små verkstäder i de flesta av landets gamla medinor.
- Smycken är populära i Tunisien, och består av guld, silver eller andra meteller, samt ädelstenar eller halvädelstenar. Tabarka är känt för sina smycken med koraller och bärnsten.

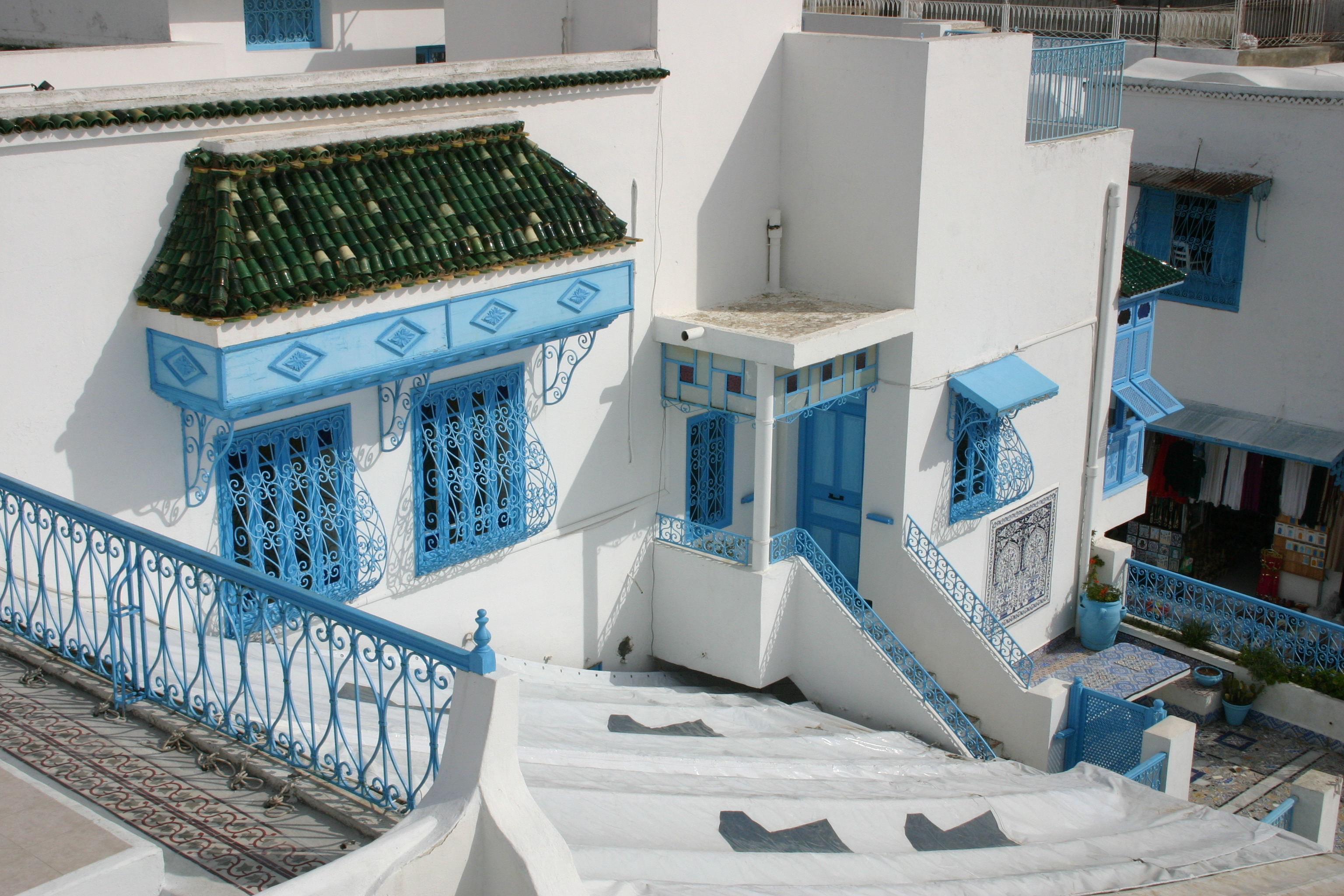
En vanlig syn i Tunisien: Blåmålade järndetaljer och vita väggar.

- Även träprodukter som exempelvis salladsskålar och olika köksverktyg är vanliga. I norra delen av landet är olivträ vanligast, medan man i söder föredrar palmträ.
- Halvön Cap Bon är känd för sin tillverkning av parfymer och doftämnen. I Tunisien är apelsinbloms-, jasminbloms- och rosenvatten särskilt populära. Även neroliolja, som utvinns från pomeransblomman, är typisk för Tunisien.
- Av smidesjärn tillverkas olika produkter, men det mest iögonfallande för en besökare är de grindar, fönstergaller och andra byggnadsdetaljer som ofta målas blå.

### Film
Många västerländska filmer och tv-serier har spelats in Tunisien däribland kan nämnas Monty Pythons Ett Herrans Liv, Jesus från Nasaret, Den engelske patienten,  Jakten på den försvunna skatten samt Stjärnornas Krig, Star Wars: Episod 1 - Det mörka hotet och Star Wars: Episod II - Klonerna anfaller. 

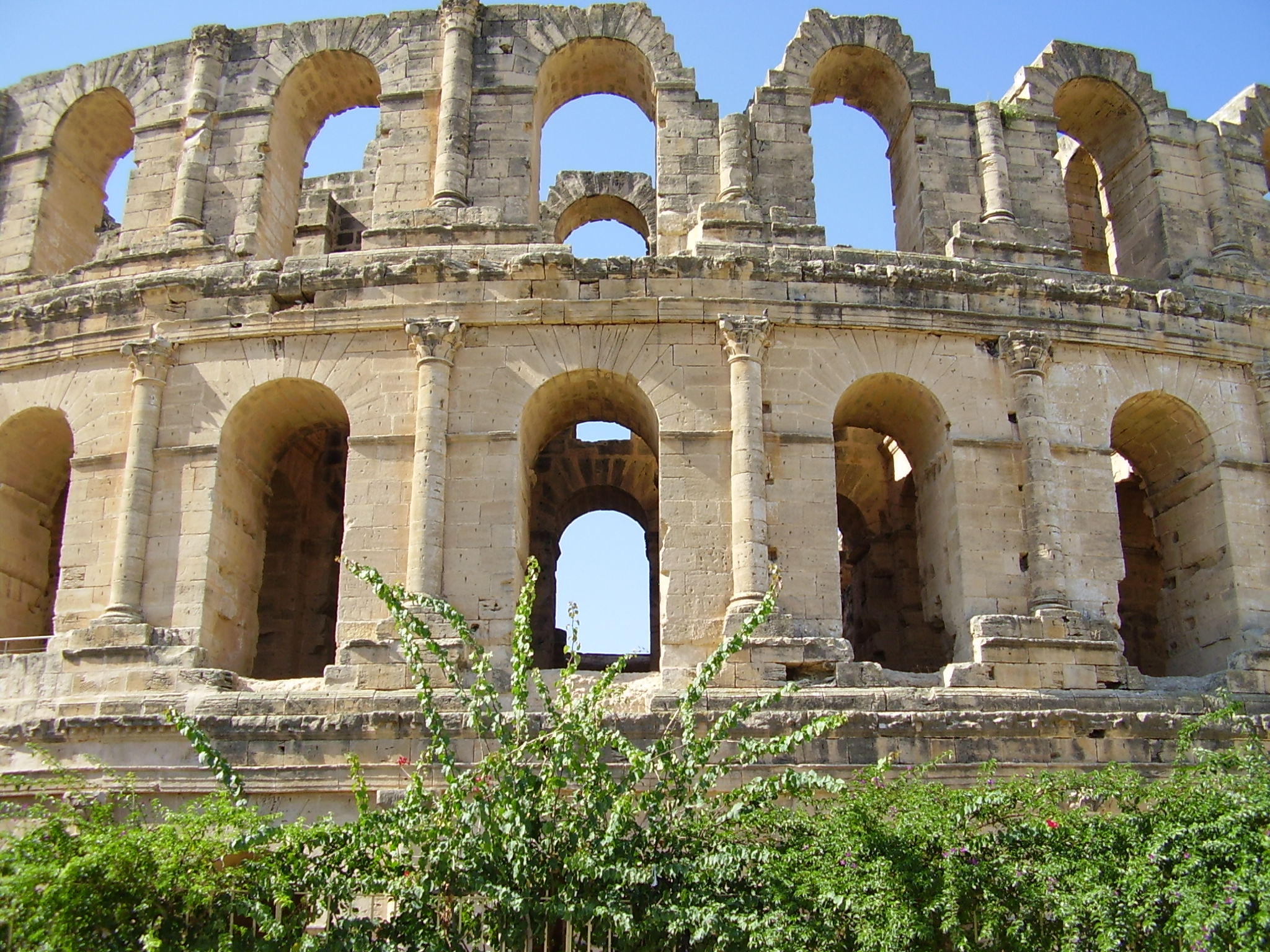
Amfiteatern i El Djem

#### Arkitektur
Unescos världsarv:
- Karthago intill Tunis. Många romerska lämningar.
- Amfiteatern i El Jem
- Dougga (Thugga), huvudstad i antika Numidien
- Medinan i Sousse
- Medinan i Tunis
- Kairouan
- Kerkuan och dess nekropol
- Ichkeul Nationalpark

#### Matkultur

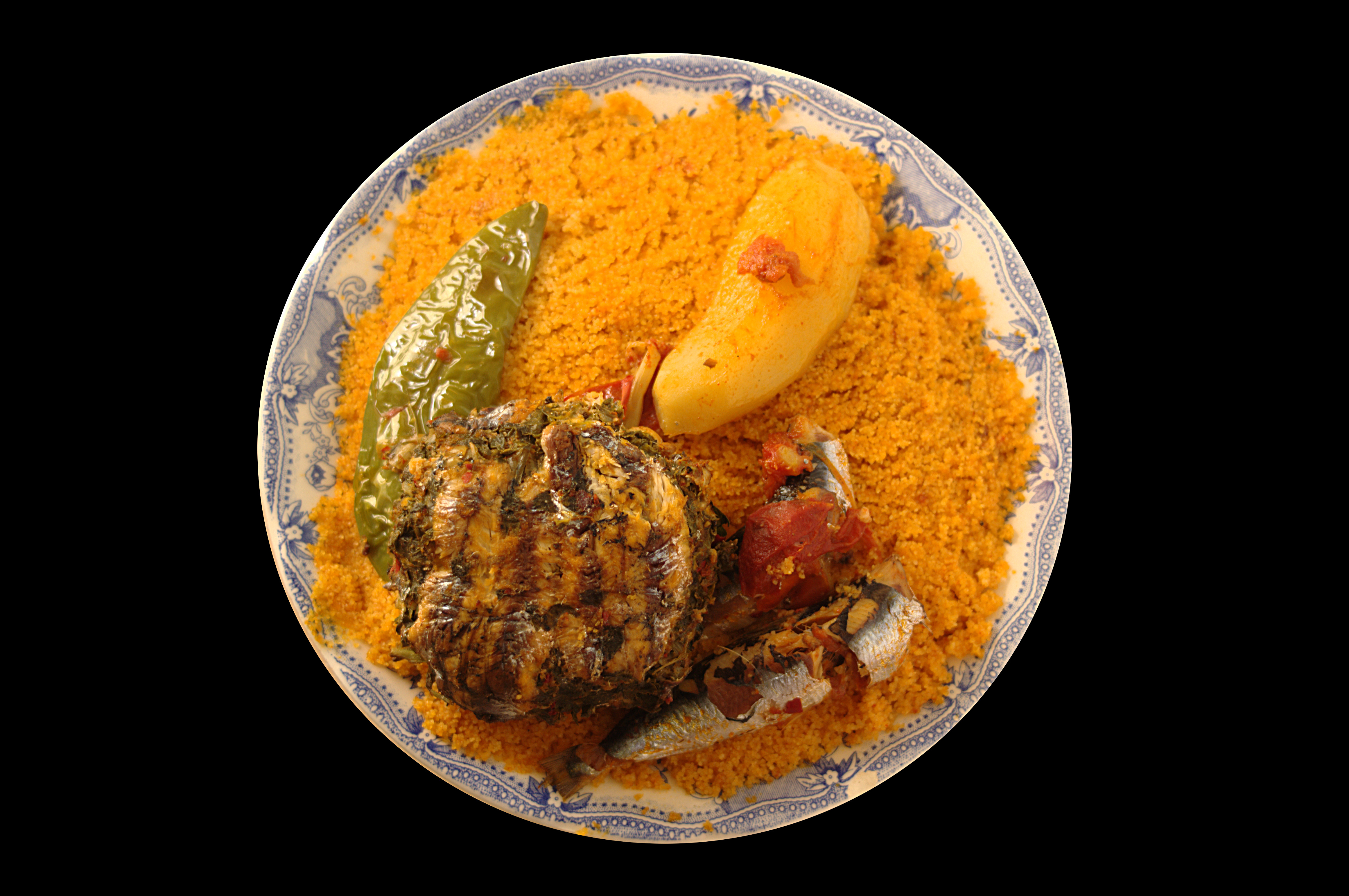
Couscous kallas ofta Tunisiens nationalrätt

### Idrott
Fotboll är den populäraste sporten i Tunisien. Landslaget, som kallas Kartagos örnar (Franska: Les Aigles de Carthage), vann Afrikanska mästerskapet 2004.

## Internationella rankningar
| Organisation                                | Undersökning                   | Rankning   |
| ------------------------------------------- | ------------------------------ | ---------- |
| FN:s utvecklingsprogram                     | Human Development Index 2018   | 91 av 189  |
| Transparency International                  | Korruptionsindex 2018          | 72 av 180  |
| The Economist                               | Democracy Index 2018           | 63 av 167  |
| Reportrar utan gränser                      | Pressfrihetsindex 2019         | 72 av 180  |
| Heritage Foundation/The Wall Street Journal | Index of Economic Freedom 2019 | 119 av 172 |
| World Bank Group                            | Doing Business Report 2019     | 78 av 190  |

## Bilder

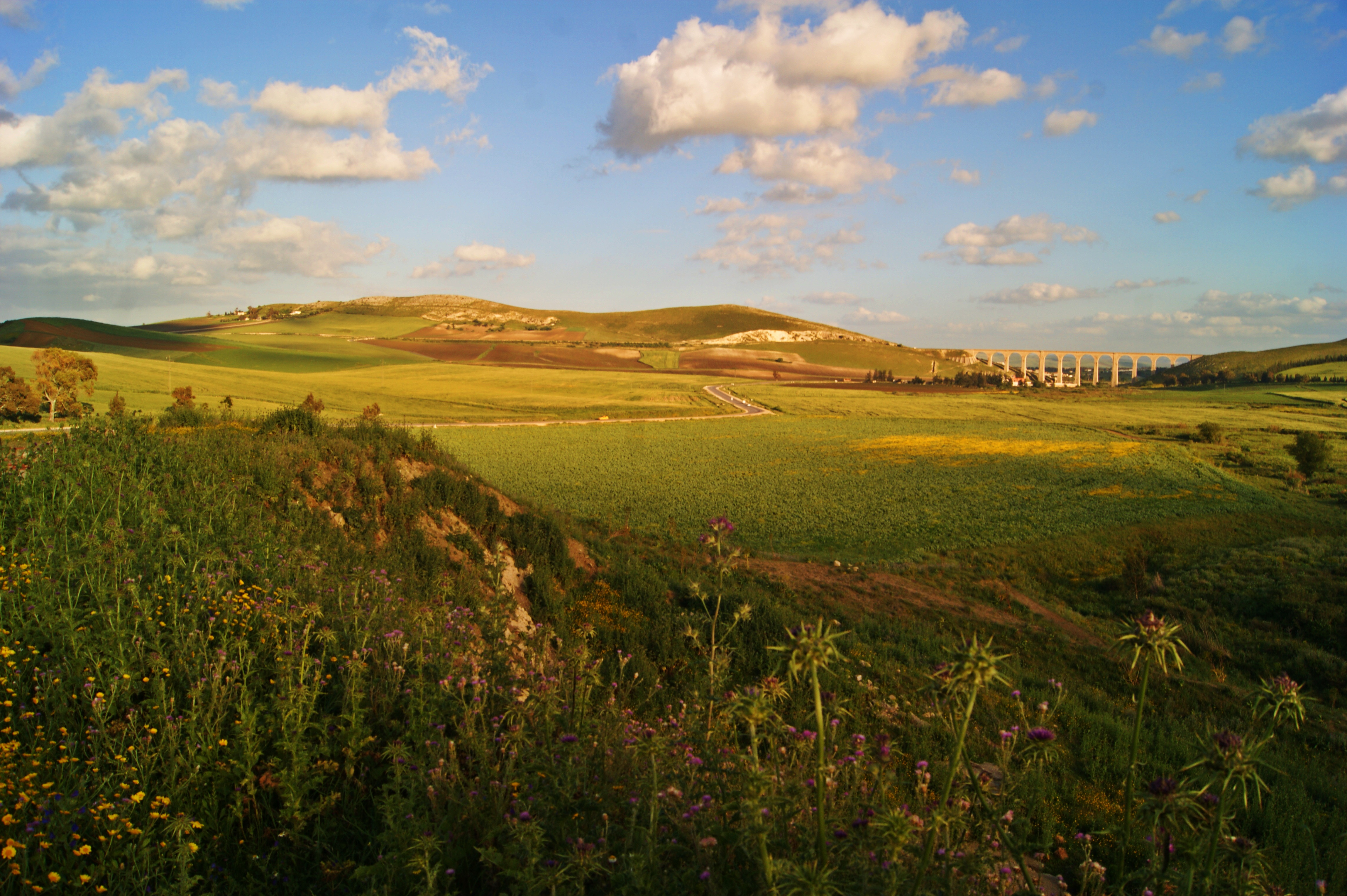
Landskap i norra Tunisien, nära Béja
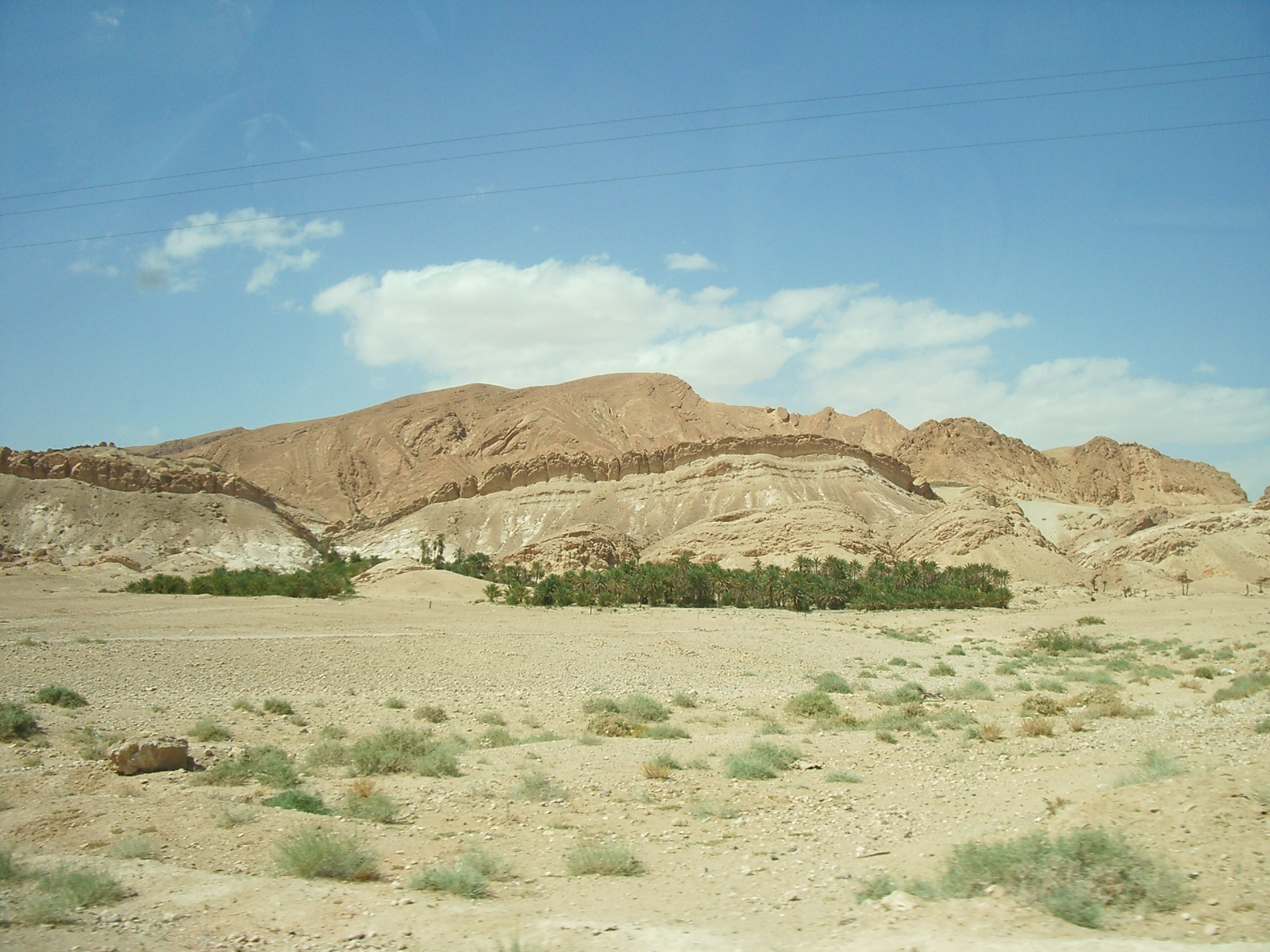
Gränsen till Algeriet
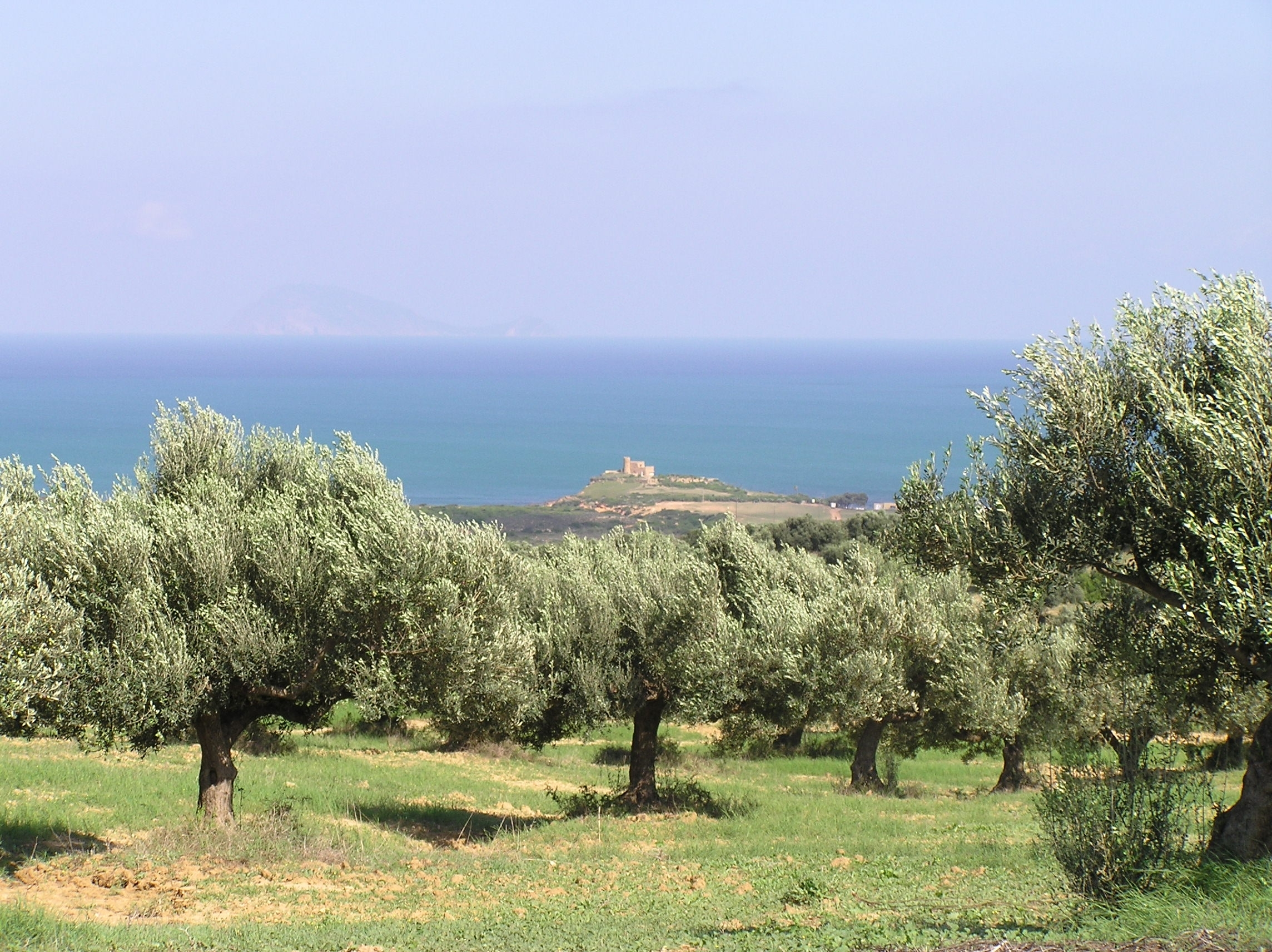
Olivodling i Cap Bon